# Maison Sapieha
La maison Sapieha (en biélorusse Сапега, en lituanien Sapiega) est l'une des plus puissantes familles de magnats lituaniens et polonais. Elle a eu un grand pouvoir politique à partir du XVIe siècle. L'église Saint-Michel de Vilnius est la nécropole principale de la famille. À partir de 1768, les membres de la famille Sapieha portent le titre de prince.

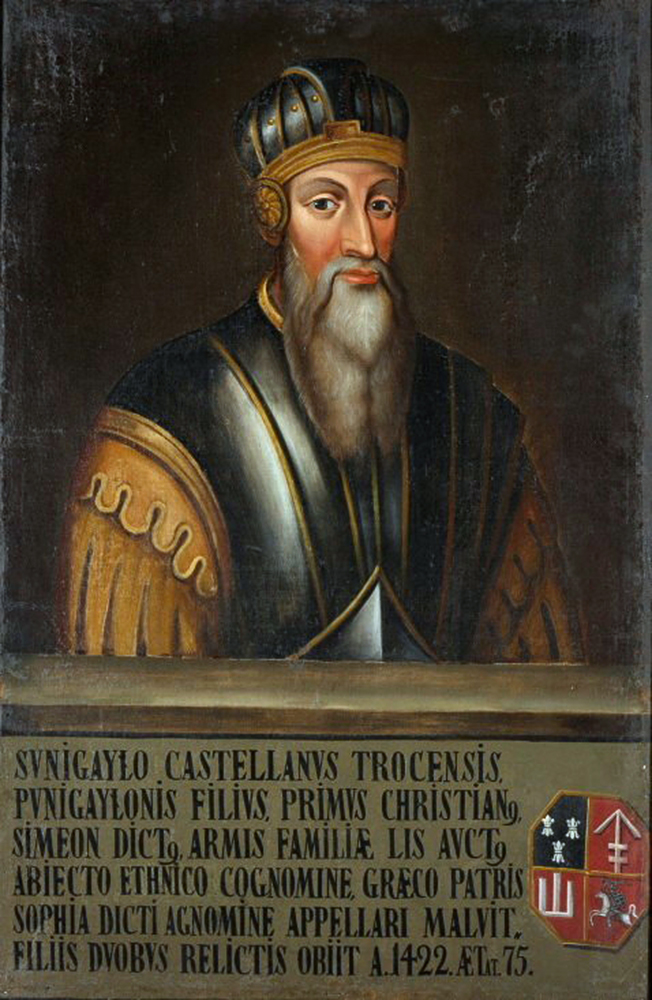
Semen Sopiha,
fondateur de la maison Sapieha

## Histoire
Semen Sopiha est le premier progéniteur historiquement confirmé de la famille Sapieha. Selon la légende familiale (Historia domus Sapiehianae), il serait le fils de Sunigaila et serait un des descendants de Ghédimin. Il est le premier à prendre pour blason les armoiries Lis, après la signature de l'union de Horodło.
Parmi les quatre fils de Semen, Bohdan Semenowicz Sapieha, fonde la lignée Sapieha-Różański et Iwan Semenowicz Sapieha fonde la lignée Sapieha-Kodeński.
C'est Lew Sapieha, grand chancelier de Lituanie, qui établit la puissance de la famille. Grâce aux mariages avec les familles Chodkiewicz, Hlebowicz (en) ou Połubiński (pl), et une excellente gestion des biens hérités, la famille Sapieha se hisse, au cours du XVIe siècle, au tout premier rang de la noblesse de la république des Deux Nations.
Les fils de Lew n'ayant pas de descendants, la fortune familiale passe à Paweł Jan et à ses fils Kazimierz Jan et Benedykt Paweł. Ces deux derniers occupent pratiquement toutes les hautes fonctions du grand-duché de Lituanie, ce qui provoque l'insatisfaction générale et se transforme en 1700 en guerre civile. Le pouvoir de Sapieha est brisé après la défaite bataille d'Olkienniki (en) la même année.
Au XVIIIe siècle, les Sapieha tentent de retrouver leur influence et leurs biens perdus. Pendant la grande guerre du Nord, ils sont aux côtés de Charles XII de Suède et Stanislas Leszczyński qu'ils soutiennent lors de l'élection de 1733 (en). Une grande partie de la famille prend part à la Confédération de Bar de 1776. Pendant la Grande Diète (1788-1792), la majorité des Sapieha, à l'exception de Kazimierz Nestor, reste sceptiques à l'égard du vote de la Constitution du 3 mai 1791.
En 1700, Michał Franciszek de la ligne Różanski reçoit de l'empereur Léopold Ier le titre de prince. Le titre s'éteint à sa mort le 19 novembre 1700. En 1768, la Diète polonaise reconnait le titre de prince pour toute la famille. En 1824, après les partitions de la Pologne, la famille est autorisée à porter le titre de prince du Royaume du Congrès. Le titre en reconnu en Autriche en 1836 et 1840, en Russie en 1874 et 1901. En 1905, la famille obtient en Autriche le prédicat d'altesse sérénissime.
Depuis Semen Sopiha jusqu'en 1795, la famille a produit : 41 voïvodes, 14 castellans, 2 hetmans, 4 grands hetmans , 2 vice-chanceliers, 3 grands chanceliers, 3 évêques, un archevêque, et des douzaines de personnages occupant des postes importants de la république des Deux Nations.

## Personnalités

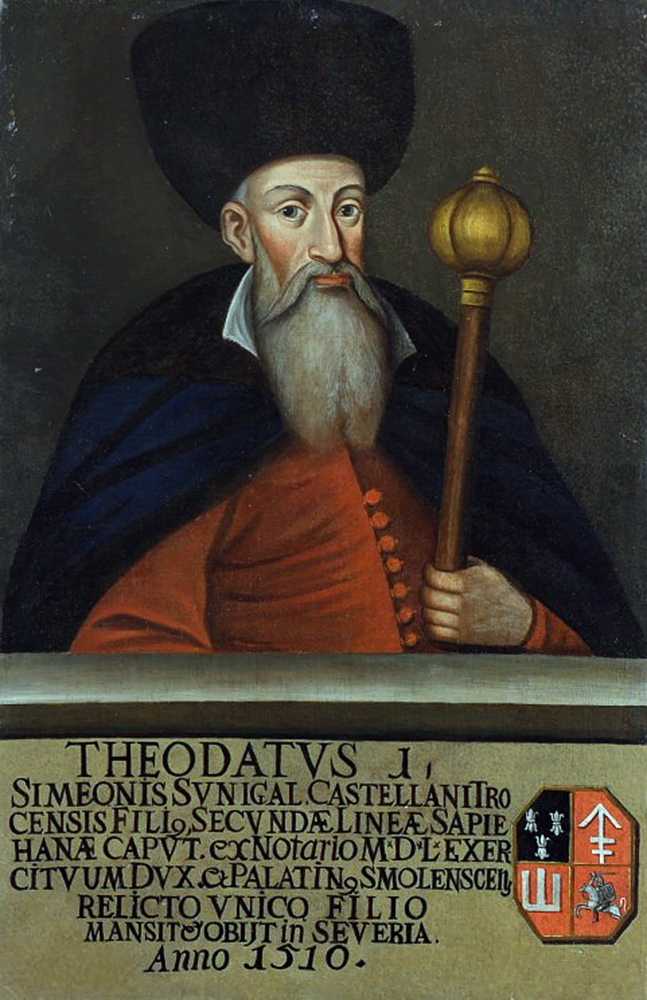
Bohdan Semenowicz Sapieha,
fondateur de la lignée Sapiehas-Różańscy

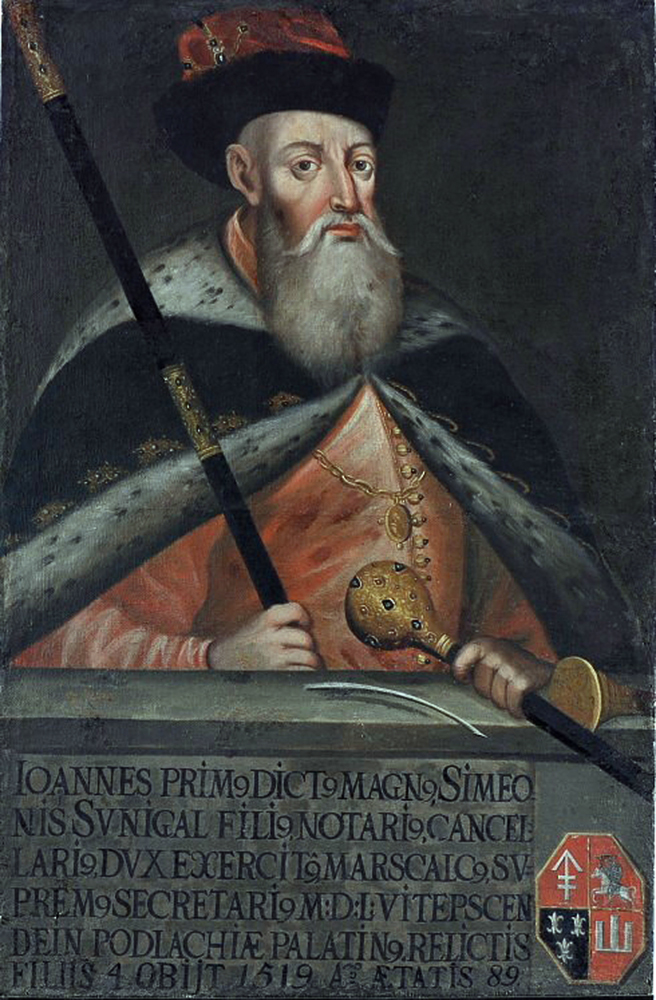
Iwan Semenowicz Sapieha,
fondateur de la lignée Sapieha-Kodeński

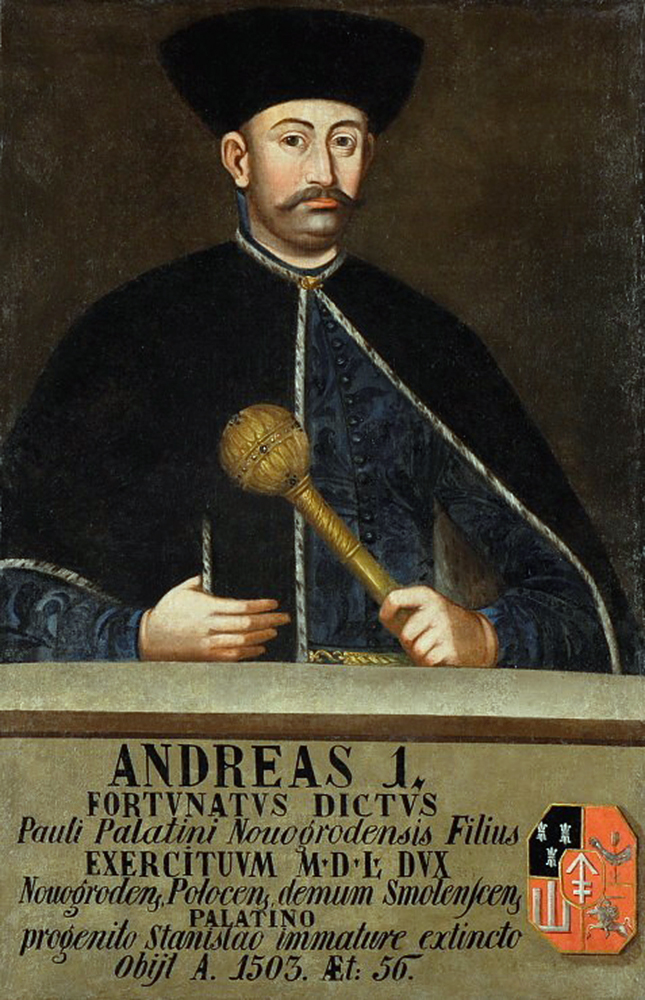
Andrzej Sapieha,
grand chambellan de Lituanie

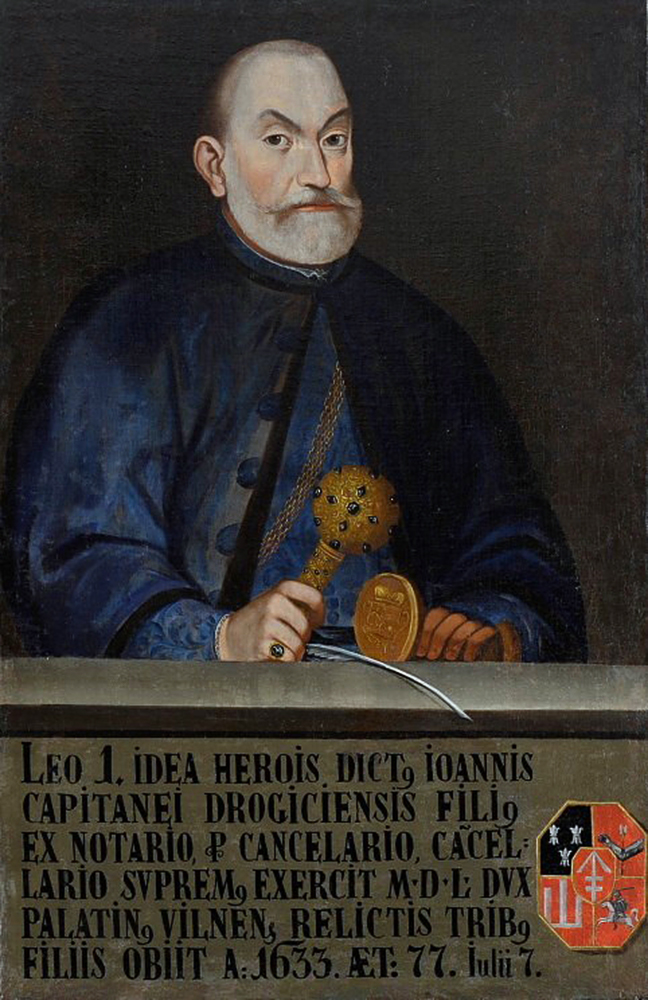
Lew Sapieha,
chancelier et hetman de Lituanie

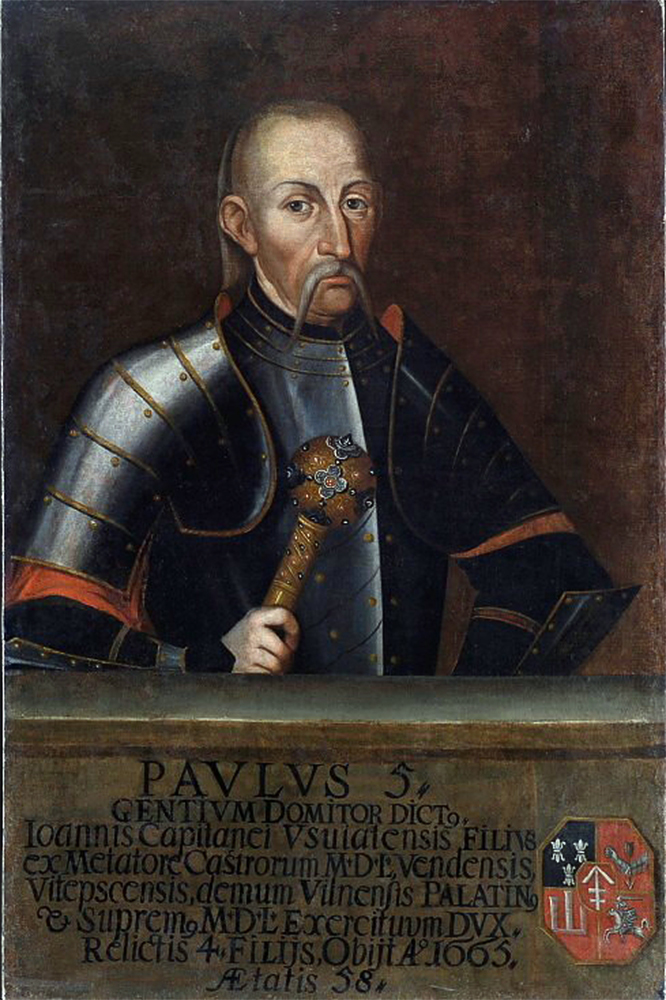
Paweł Jan Sapieha,
grand hetman de Lituanie

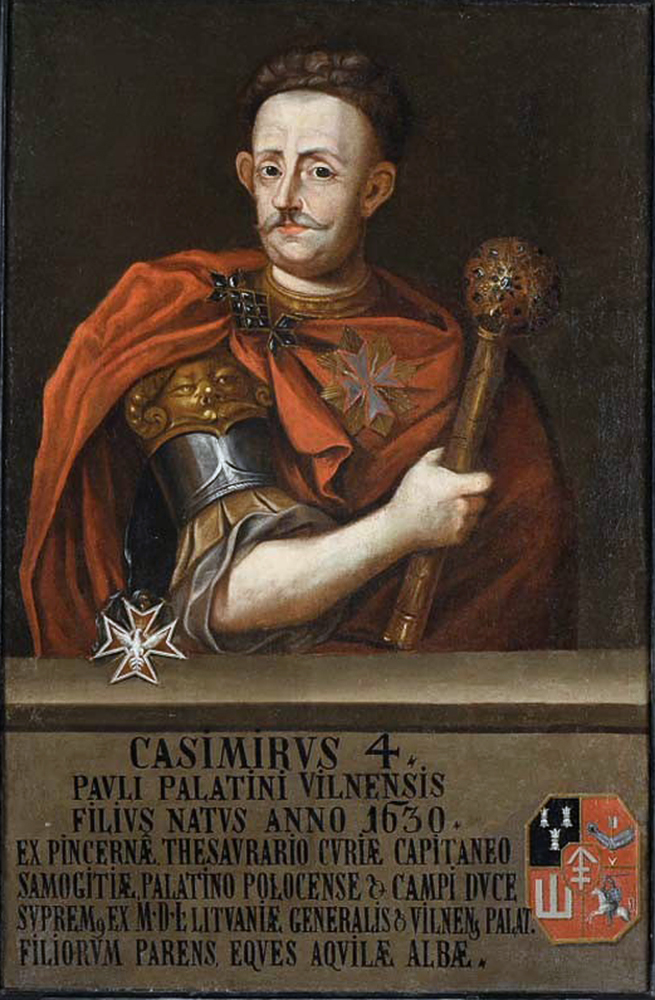
Kazimierz Jan Sapieha,
grand hetman de Lituanie

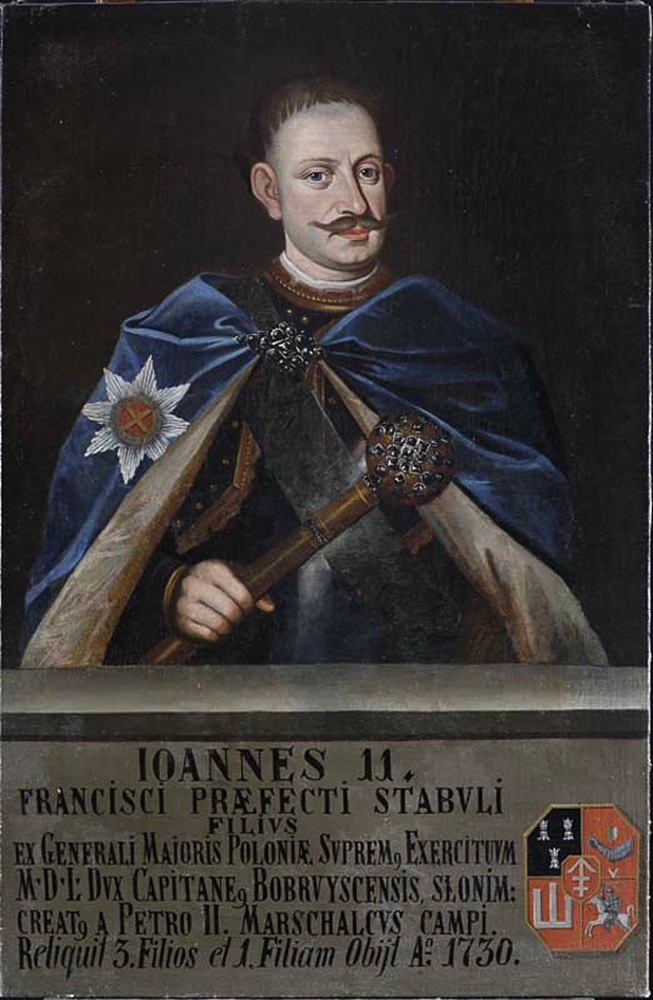
Jan Kazimierz Sapieha,
grand hetman de Lituanie

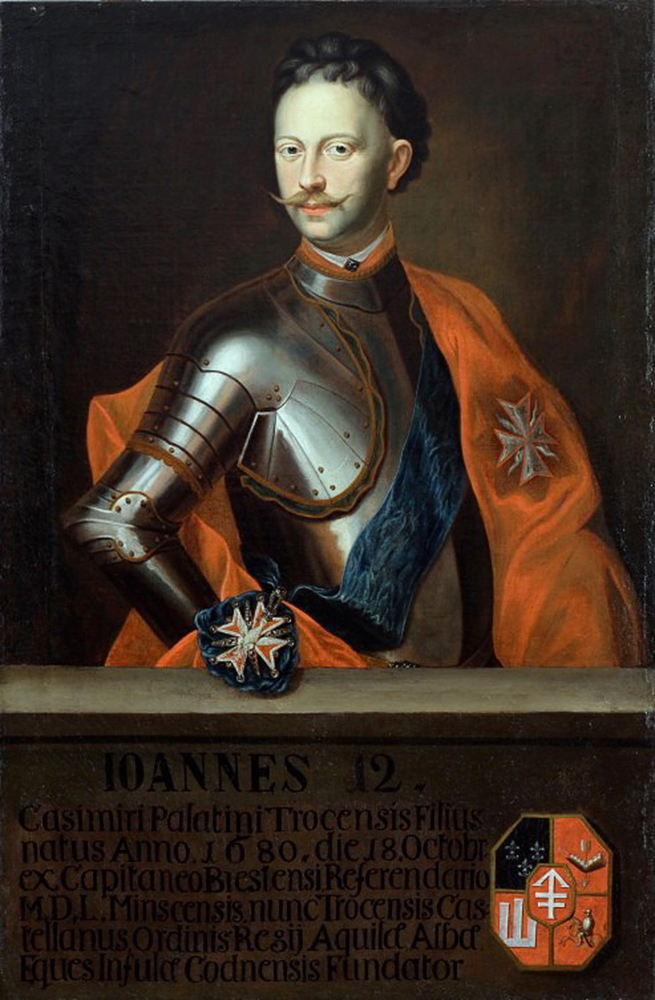
Jan Fryderyk Sapieha,
grand chancelier de Lituanie

### Première génération
- Semen Sopiha fondateur de la dynastie Sapieha

### Deuxième génération
- Bohdan Semenowicz Sapieha (? - vers 1512), fondateur de la lignée Sapieha-Różański
- Iwan Semenowicz Sapieha (? - 1517), chancelier d'Hélène de Moscou, voïvode de Witebsk et de Podlasie, fondateur de la lignée Sapieha-Kodeński

### Troisième génération
- Fiodor Bohdanowicz Sapieha (°~1490 - avant 1534), fils de Bohdan Semenowicz
- Jan Bohdanowicz Sapieha (né en 1529/1531), fils de Bohdan Semenowicz
- Iwan Bohdanowicz Sapieha (? - 1546), voïvode de Vitebsk et Podlachie, staroste de Drohiczyn
- Paweł Iwanowicz Sapieha (? - 1579), voïvode de Podlachie et de Nowogródek

### Quatrième génération
- Iwan Iwanowicz Sapieha (1522- ~1580)
- Michał Januczowicz Sapieha (? - avant 1554), fils de Jan Bohdanowicz
- Paweł Sapieha (? - 1580), castellan de Kiev
- Dymitr Sapieha (? - 1576)
- Bohdan Fedorowicz Sapieha (? - 1603), castellan de Kiev
- Mikołaj Pawłowicz Sapieha (? -1599), maréchal de Lituanie, voïvode de Vitebsk, de Brest et de Minsk
- Bohdan Pawłowicz Sapieha (? - 1593), castellan de Brest, staroste de Homiel
- Andrzej Sapieha (? - 1621), grand chambellan de Lituanie, castellan de Minsk, voïvode de Polotsk et de Smolensk

### Cinquième génération
- Andrzej Sapieha (? - 1611), staroste d'Orszańsk, castellan de Witebsk, voïvode de Mstsislaw
- Lew Sapieha (1557-1633), chancelier, diplomate et hetman du grand-duché de Lituanie.
- Mikołaj Sapieha (1558-1638), voïvode de Minsk et de Nowogródek,
- Grzegorz Sapieha (~1560–1600), fils d'Iwan Iwanowicz
- Paweł Stefan Sapieha (1565-1635), grand écuyer et vice-chancelier de Lituanie
- Jan Piotr Sapieha (1569-1611), combat les Tatars de Crimée, membre du Sejm de Grodno, prend part à la guerre contre les Suédois (1600-1611)
- Mikołaj Michajłowicz Sapieha (? - 1611), fils de Michał Januczowicz
- Lew Michajłowicz Sapieha (? - 1610), fils de Michał Januczowicz
- Mikołaj Sapieha (1581–1644), voïvode de Minsk et Brześć Litewski, castellan de Vilnius, grand porte-étendard de Lituanie
- Fryderyk Sapieha (1585-1626), fils de Mikołaj Pawłowicz Sapieha
- Krzysztof Sapieha (1590-1637), fils de Mikołaj Pawłowicz Sapieha

### Sixième génération
- Jan Stanisław Sapieha (1589-1635), grand maréchal de Lituanie.
- Aleksander Dadźbóg Sapieha (1585-1635)
- Krzysztof Stefan Sapieha (1590-1636)
- Andrzej Stanisław Sapieha (1592-1646)
- Tomasz Sapieha (1598-1646)
- Kazimierz Mikołaj Sapieha (pl) (? - 1639)
- Jan Sapieha (? - 1629)
- Krzysztof Michał Sapieha (1607-1631)
- Kazimierz Lew Sapieha (1609-1656) (1609-1656)
- Paweł Jan Sapieha (1609-1665), grand hetman de Lituanie
- Fryderyk Sapieha (?- 1650)
- Jan Fryderyk Sapieha (1618-1664)
- Tomasz Kazimierz Sapieha (1621-1654)
- Krzysztof Franciszek Sapieha (1623-1665)
- Aleksander Kazimierz Sapieha (1624-1671), évêque de Samogitie et de Vilnius
- Kazimierz Melchiades Sapieha (1625-1654)
- Jan Ferdynand Sapieha (1628-1659)

### Septième génération
- Mikołaj Krzysztof Sapieha (pl) (1613-1639), voïvode de Nowogródek, notaire de Lituanie
- Kazimierz Jan Sapieha (1637-1720), grand hetman de Lituanie,
- Benedykt Paweł Sapieha (? - 1707/1708),
- Franciszek Stefan Sapieha (? - 1686), écuyer de Lituanie
- Leon Bazyli Sapieha (1652-1686), trésorier de Lituanie
- Mikołaj Leon Sapieha (1644-1685), voïvode de Bracław
- Kazimierz Władysław Sapieha (1650-1703), voïvode de Trakai
- Paweł Franciszek Sapieha (pl) (1657-1715), évêque de Samogitie
- Władysław Jozafat Sapieha (pl) (1652-1733), voïvode de Brześć

### Huitième génération
- Jerzy Stanisław Sapieha (1668-1732), voïvode de Mstsislaw et de Trakai, pannetier et intendant de Lituanie.
- Michał Franciszek Sapieha (1670-1700), écuyer de Lituanie, général d'artillerie.
- Aleksander Paweł Sapieha (1672-1734), grand maréchal de Lituanie.
- Michał Józef Sapieha (1670-1738), voïvode de Podlachie.
- Jan Kazimierz Sapieha (mort en 1730), grand hetman de Lituanie.
- Józef Franciszek Sapieha (1679-1744), trésorier de Lituanie.
- Jerzy Felicjan Sapieha (1680-1750), maître des cuisines de Lituanie, voïvode de Mstsislaw
- Jan Fryderyk Sapieha (1680-1751), grand-chancelier de Lituanie.
- Karol Józef Sapieha (? - 1768), voïvode de Brześć.
- Ignacy Sapieha (? - 1758), trésorier de Lituanie, voïvode de Mstsislaw.

### Neuvième génération
- Antoni Kazimierz Sapieha (1689-1739), castellan de Trakai.
- Kazimierz Leon Sapieha (1697-1738), général d'artillerie, voïvode de Brześć.
- Piotr Paweł Sapieha (1701-1771), panetier de Lituanie, voïvode de Smolensk
- Józef Stanisław Sapieha (1708-1754), évêque coadjuteur de Vilnius.
- Michał Antoni Sapieha (1711-1760), vice-chancelier de Lituanie, voïvode de Podlachie, maître de chasse de Lituanie.
- Katarzyna Agnieszka Sapieha (1718-1779), maître de chasse de Lituanie, membre de la Confédération de Bar
- Jan Sapieha (1732-1757), général major de l'armée de la Couronne,
- Józef Sapieha (1737-1792), maître d'hôtel de Lituanie, Regimentarz de Lituanie, membre de la Confédération de Bar
- Franciszek Ksawery Sapieha (? - 1808), voïvode de Smolensk, membre de la Confédération de Targowica.
- Kajetan Michał Sapieha (1749-1771), membre de la Confédération de Bar

### Dixième génération
- Anna Paulina Sapieha (1728-1800), économiste, collectionneuse, mécène de la science et de l'art.
- Aleksander Michał Sapieha (1730-1793), hetman de Lituanie, maréchal de la Confédération de Targowica.
- Michał Ksawery Sapieha (1735-1766), maître d'hôtel de Lituanie.
- Kazimierz Nestor Sapieha (1757-1798), général d'artillerie, membre de la Confédération de Targowica
- Aleksander Antoni Sapieha (1773-1812), naturaliste, miecznik du grand-duché de Varsovie, chambellan de Napoléon Ier, membre du gouvernement du grand-duché de Lituanie en 1812.
- Mikołaj Sapieha (1779-1843), franc-maçon, participe aux guerres napoléoniennes.
- Paweł Sapieha (1781-1855), général de brigade du Premier Empire.

### Onzième génération
- Franciszek Sapieha (1772-1829), général d'artillerie, membre de l'Insurrection de Kościuszko
- Anna Zofia Sapieha (1798-1864), fille d'Alexandre Antoine Sapieha, épouse d'Adam Jerzy Czartoryski
- Leon Ludwik Sapieha (1803-1878), maréchal de la diète de Galicie.

### Douzième génération
- Eustachy Kajetan Sapieha (1797-1860), participe à l'insurrection de novembre 1830, exilé en France, lié avec le mouvement de l’émigration polonaise de l'Hôtel Lambert. Inhumé au cimetière de Montmartre.
- Adam Stanisław Sapieha (1828-1903), député à la Diète de Galicie

### Treizième génération
- Jan Paweł Aleksander Sapieha (1847-1901),
- Władysław Leon Sapieha (1853-1920), député à la Diète de Galicie (en), et du parlement d'Autriche
- Paweł Jan Piotr Sapieha (1860-1934), député au parlement d'Autriche, président de la Croix-Rouge polonaise.
- Adam Stefan Sapieha (1867-1951), archevêque de Cracovie et cardinal.

### Quatorzième génération
- Eustachy Sapieha (1881-1963), ministre des Affaires étrangères de Pologne.
- Leon Aleksander Sapieha (1883-1944), député.
- Józef Sapieha (1887-1940)
- Aleksander Sapieha (1888-1976)
- Adam Zygmunt Sapieha (1892-1970)
- Andrzej Józef Sapieha (1894-1945(?), émissaire de l'Armia Krajowa, disparu en 1945.
- Stanisław Sapieha (1896-1919), militaire polonais, mort à la bataille de Lviv (pl) (1918-1919)
- Paweł Maria Sapieha (1900-1987), militaire polonais, enrôlé dans l'armée des États-Unis pendant la Seconde Guerre mondiale.

### Quinzième génération
- Jan Andrzej Sapieha (pl) (1910-1989), militaire polonais, enrôlé dans la Royal Air Force pendant la Seconde Guerre mondiale.
- Zofia Maria Sapieha (1919-1997), épouse de Leon Michał Komorowski et grand-mère de Mathilde d'Udekem d'Acoz, reine des Belges.
- Lew Jerzy Sapieha (pl) (1913-1990), prisonnier de guerre pendant la Seconde Guerre mondiale, poète, écrivain.
- Eustachy Seweryn Sapieha (pl) (1916-2004), prisonnier de guerre pendant la Seconde Guerre mondiale.
- Elżbieta Rufener-Sapieha (pl) (1921-2008), résistante polonaise, arrêtée par la Gestapo en 1944.

## Résidences de la famille Sapieha

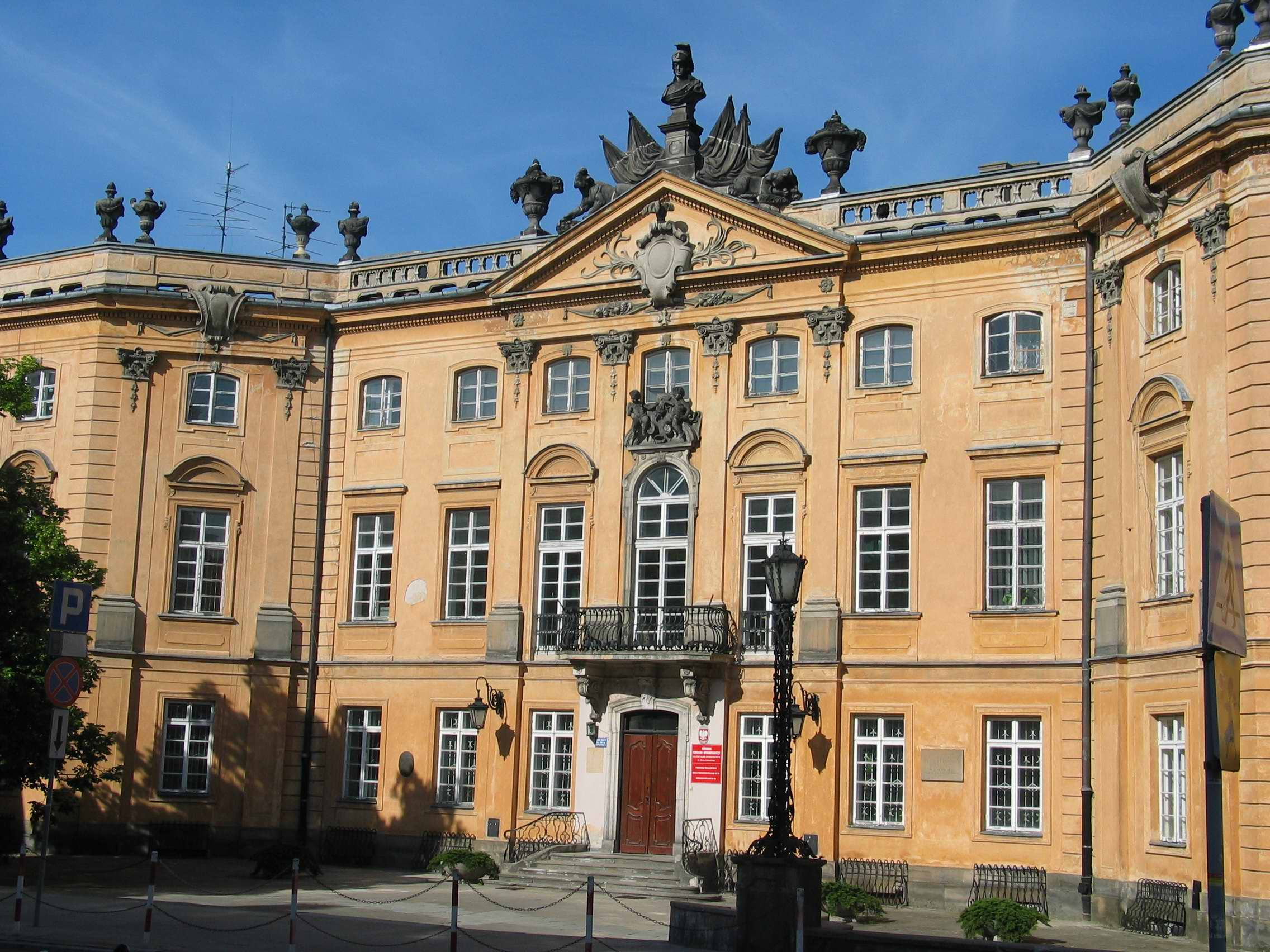
Palais Sapieha à Varsovie, Pologne
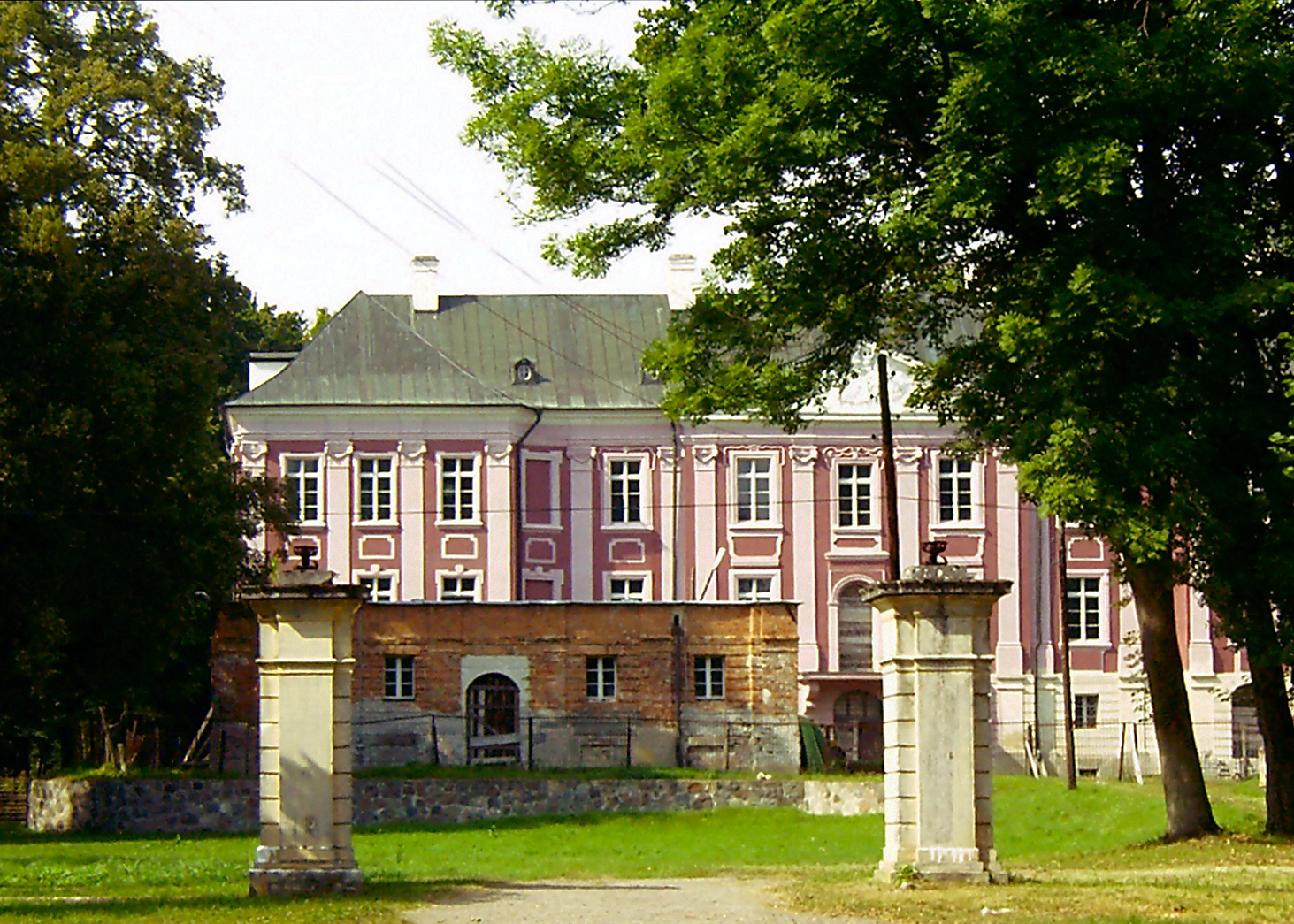
Palais sapieha à Wieleń, Pologne
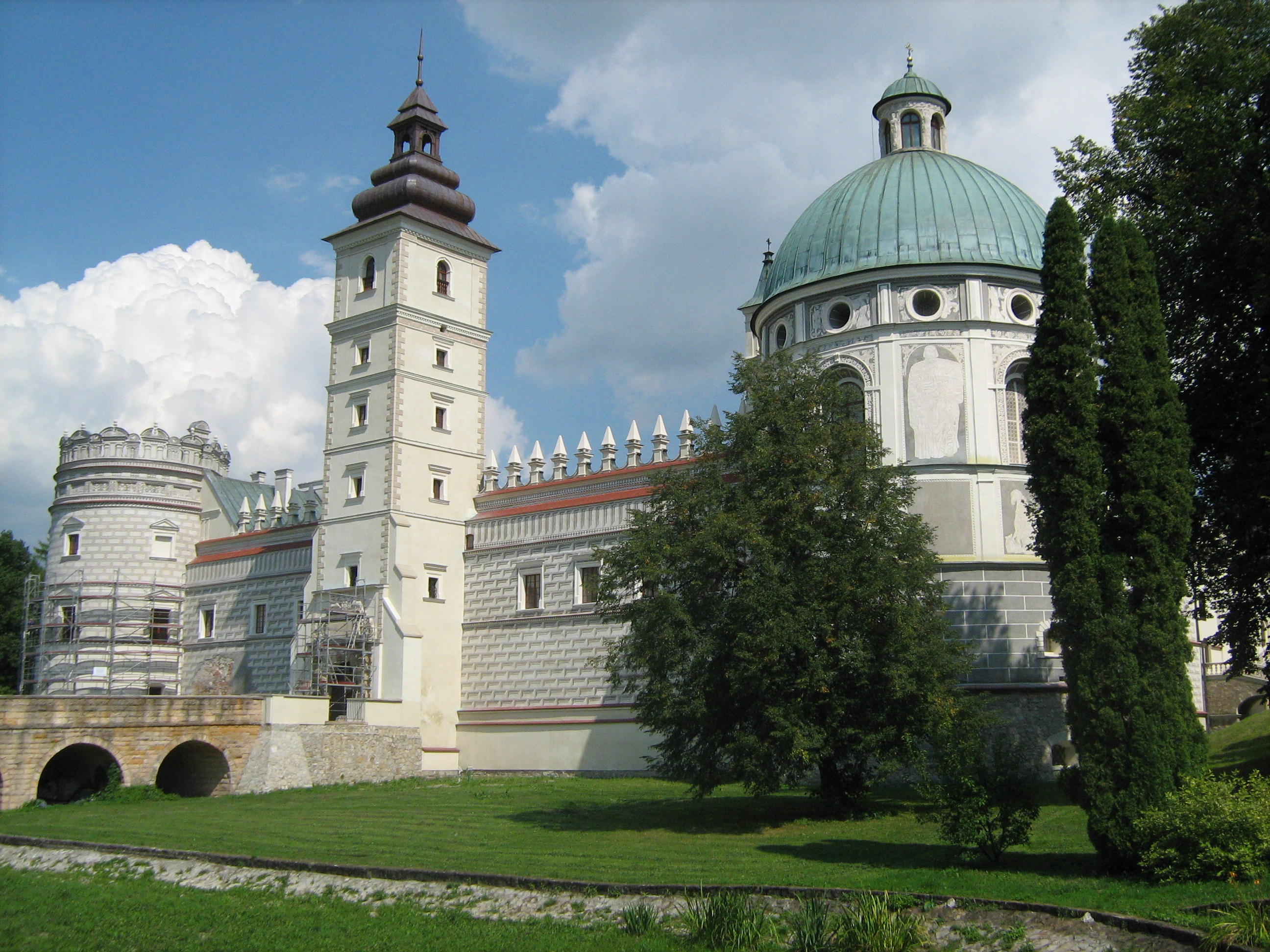
Château de Krasiczyn, Pologne
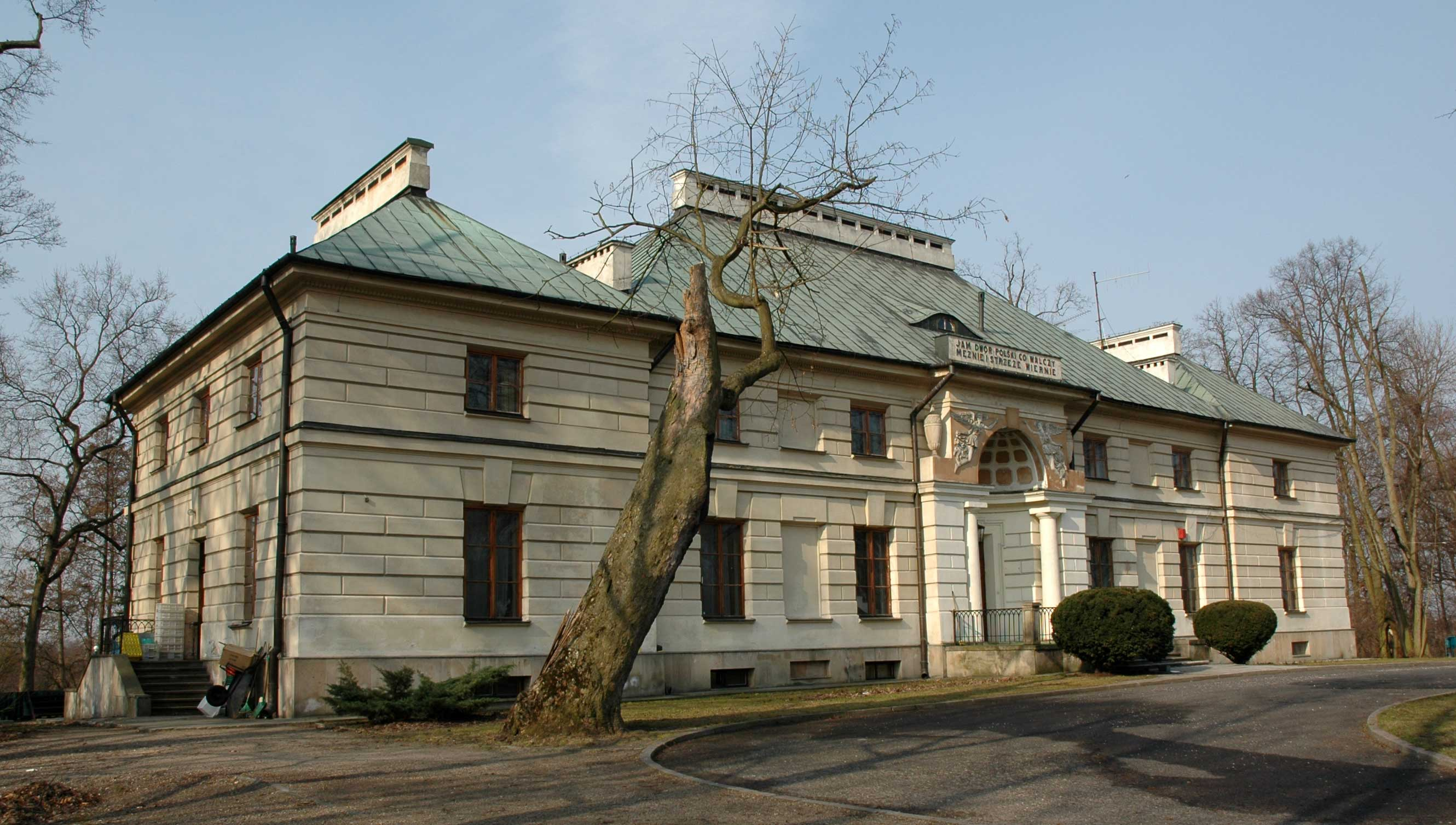
Palais Sapieha à Pęcice, Pologne
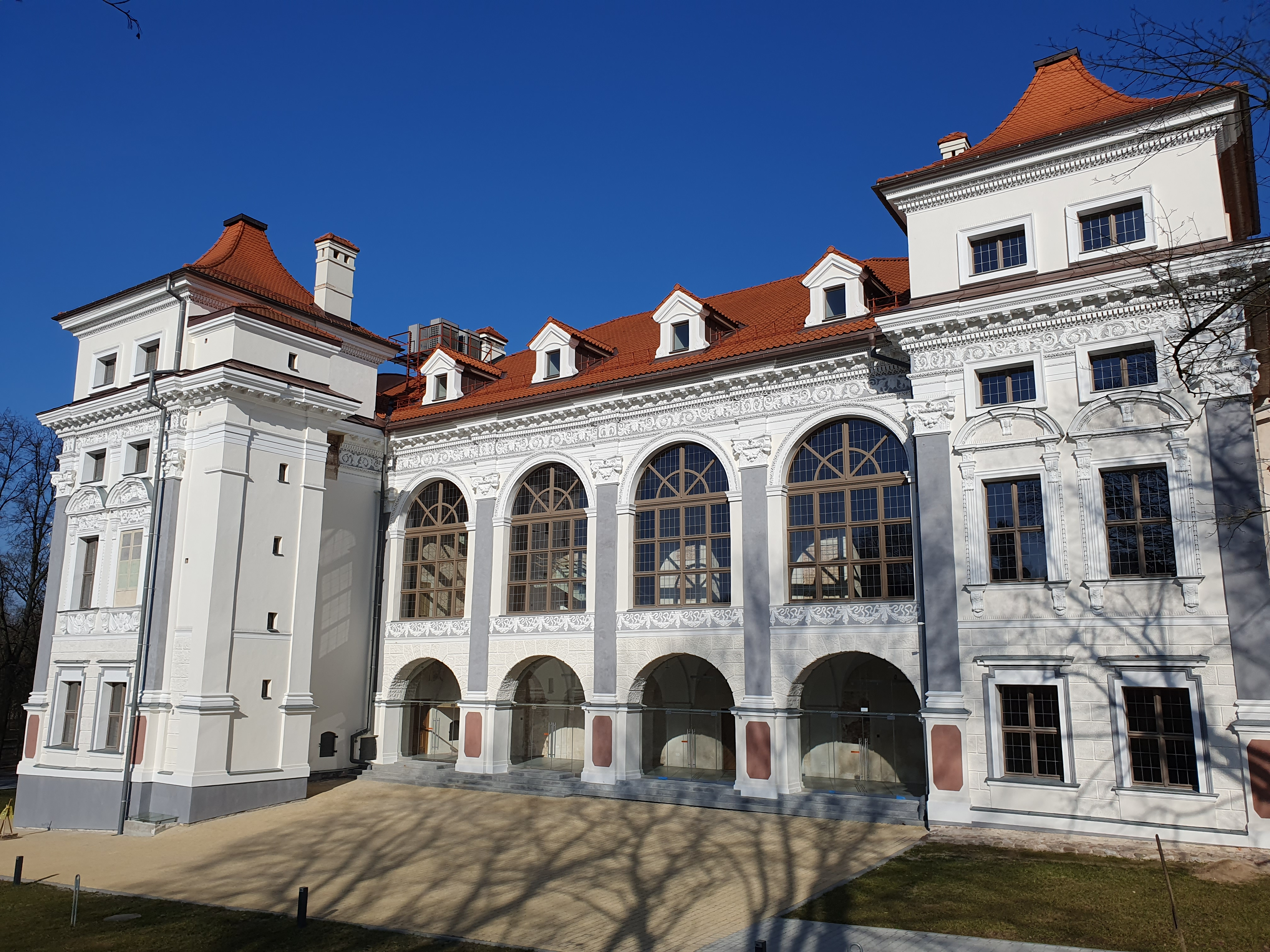
Palais Sapieha à Vilnius, Lituanie
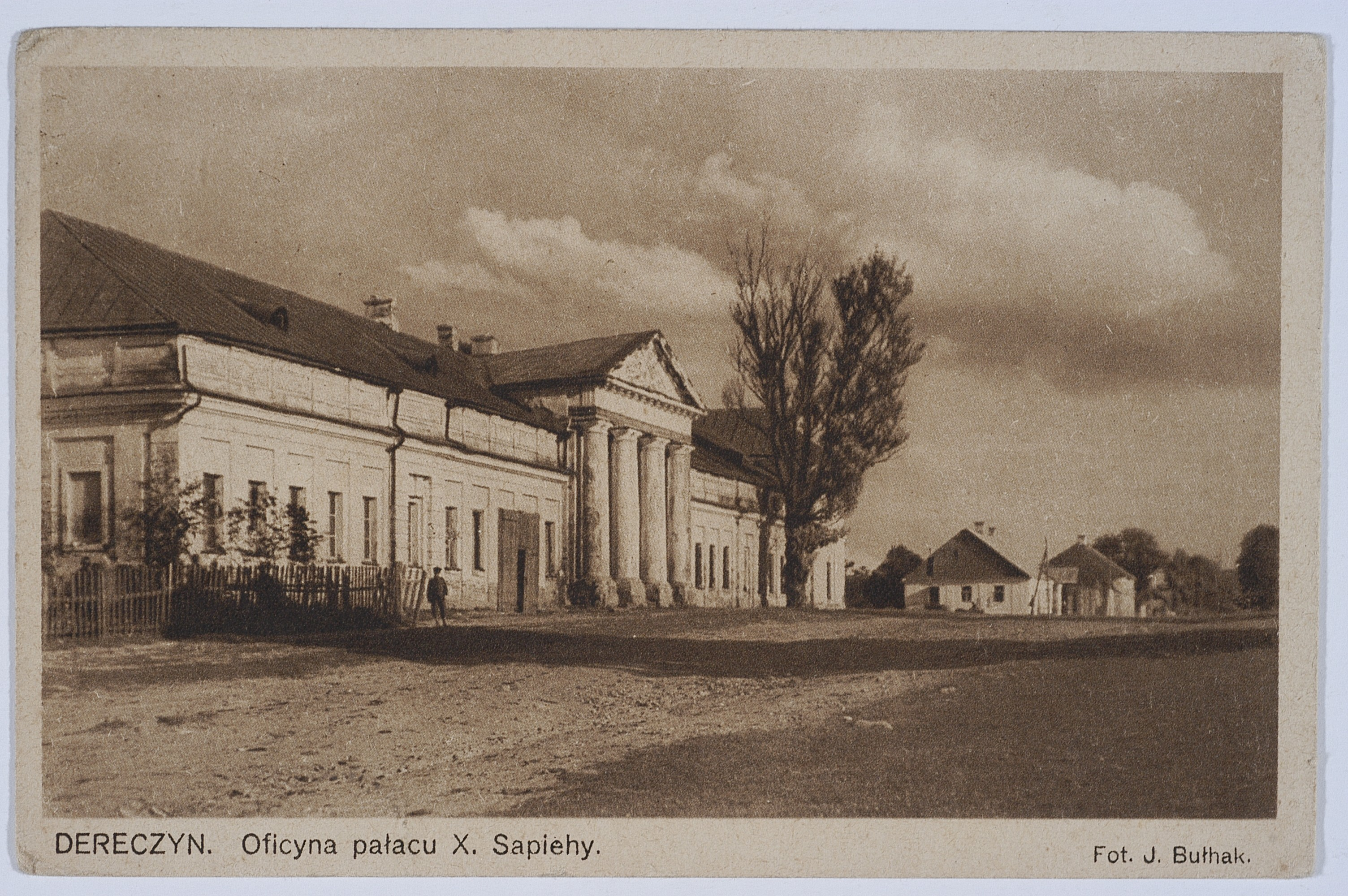
Château de Dziarečyn, Biélorussie
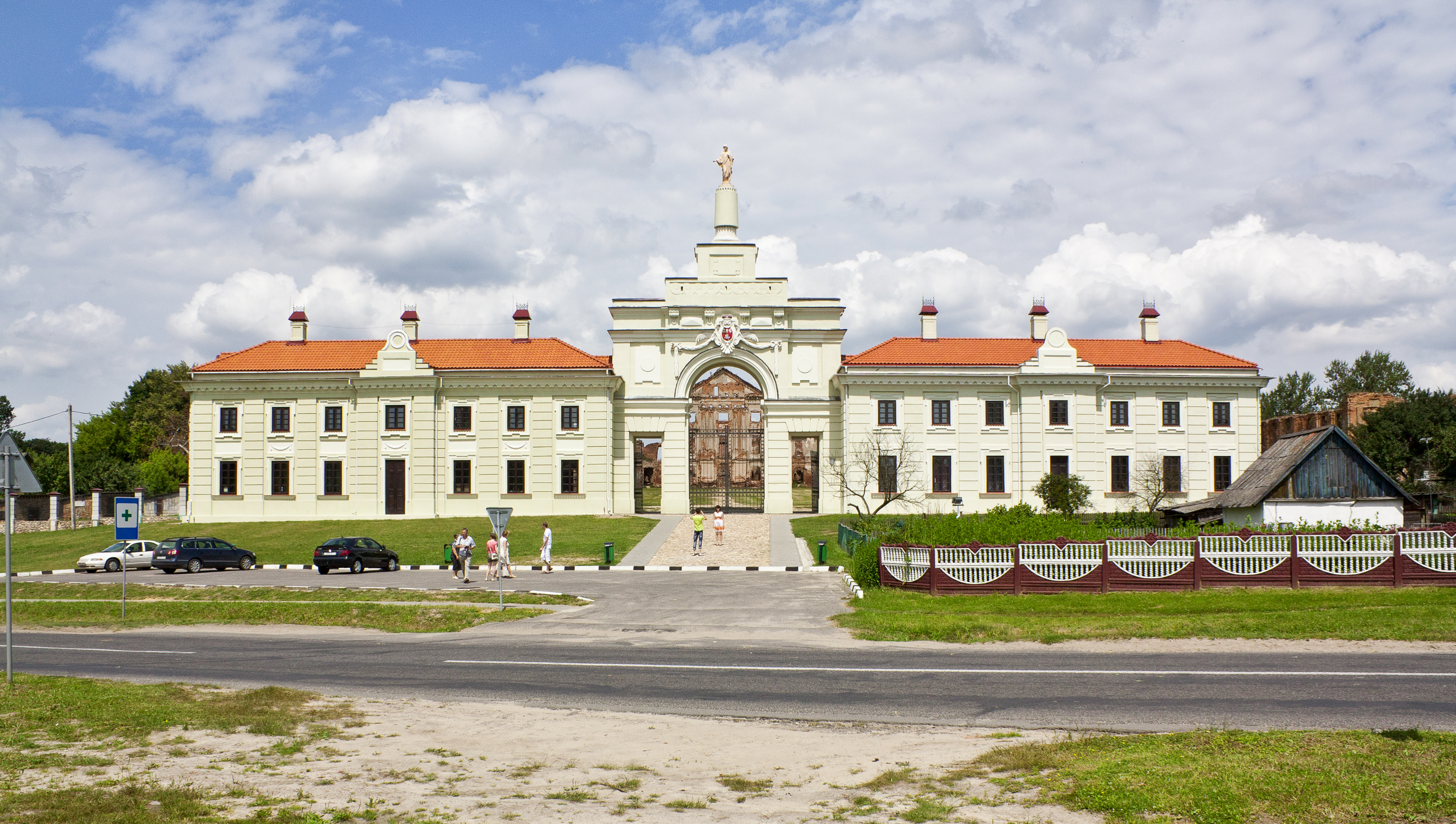
Palais de Roujany, Biélorussie
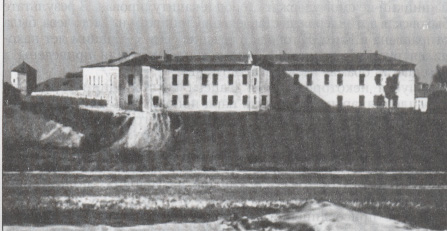
Château de Bychaŭ, Biélorussie
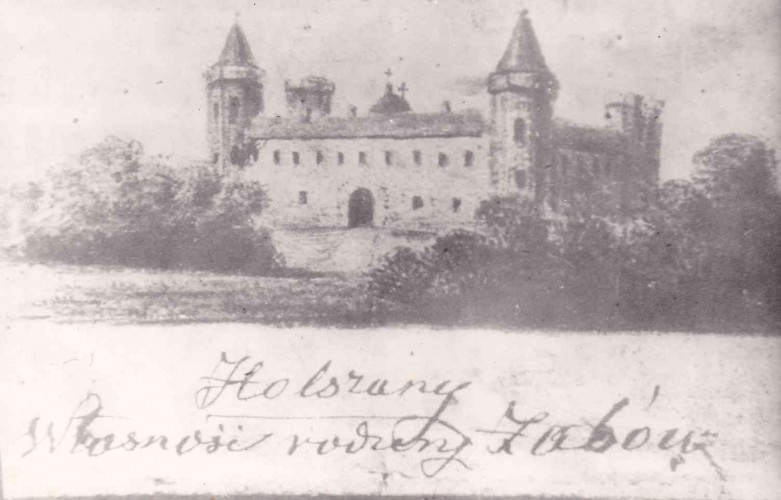
Château de Halšany, Biélorussie
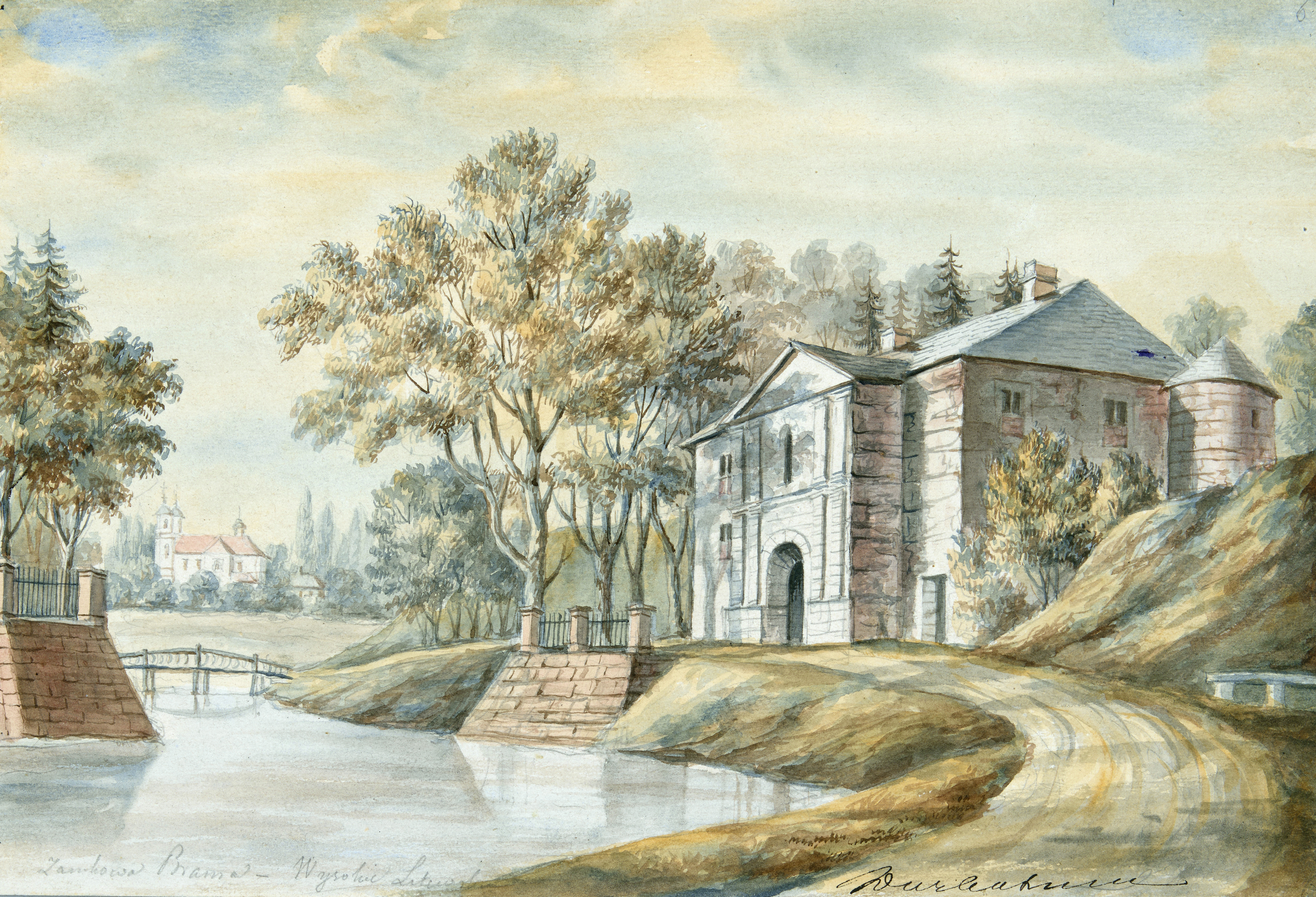
Château de Vysokaje, Biélorussie